# James McIntosh
James McIntosh   (Detroit, 9 d'agost de 1930 - 24 de febrer de 2018) fou un remer estatunidenc que va competir durant la dècada de 1950.
El 1956 va prendre part en els Jocs Olímpics d'Estiu de Melbourne, on guanyà la medalla de plata en la prova del quatre sense timoner del programa de rem. Formà equip amb John Welchli, John McKinlay i Arthur McKinlay.
Membre del Detroit Boat Club, va guanyar un campionat nacional de rem i una medalla de bronze als Jocs Panamericans de 1959. Va estudiar a la Universitat de Detroit.